# Sold Out
Sold Out (stilisiert als SOLD OUT) ist ein Lied des 1990 geborenen US-amerikanischen Country-Sängers Hardy. Es erschien am 16. März 2022 als erste Single seines zweiten Studioalbums The Mockingbird & The Crow. 

## Inhalt
Sold Out ist ein Rocksong, der von Hardy (bürgerlich Michael Wilson Hardy) mit David Garcia und Hunter Phelps geschrieben wurde. Der Text ist in englischer Sprache verfasst. Sold Out ist 3:23 Minuten lang, wurde in der Tonart A-Dur geschrieben und weist ein Tempo von 145 BPM auf. Produziert wurde das Lied von Joey Moi. Aufgenommen wurde das Lied im Herbst 2021 in den Ocean Way Studios und den Blackbird Studios in Nashville und dem The Village Studios in Los Angeles. Im Oktober 2021 veröffentlichte Hardy über die Plattform TikTok zwei Videos als Teaser. Sold Out ist ein autobiographisches Lied über sein Aufwachsen in Mississippi, seine Karriere als erfolgreicher Songwriter für andere Künstler wie Blake Shelton, Florida Georgia Line, Chris Lane oder Morgan Wallen bis hin zu seiner Solokarriere. Es wurde als „Leitbild seines unmissverständlichen Lebensstil als Redneck“ beschrieben.
Am 9. Februar 2022 spielte Hardy Sold Out zum ersten Mal live, als er im Madison Square Garden in New York City im Vorprogramm von Morgan Wallen auftrat. Das Lied wurde am 16. März 2022 über Big Loud Rock, einem Sublabel von Big Loud Records, veröffentlicht. Gleichzeitig mit der Veröffentlichung der Single am 16. März 2022 wurde ein Musikvideo veröffentlicht. Es zeigt Hardy mit seiner Band auf der Bühne bei einem Konzert sowie Aufnahmen aus dem Backstagebereich. Am 28. Januar 2023 wurde Sold Out bei der Wrestlingveranstaltung WWE Royal Rumble als Titellied verwendet. Eine Liveversion des Liedes ist auf Nickelbacks Livealbum Live from Nashville zu hören, bei dem die Band das Lied zusammen mit Hardy spielt.

## Rezeption

### Rezensionen
Christina Bosch vom Onlinemagazin The Nash News schrieb, dass Hardy einen „unbestreitbar charakteristischen Weg hat, Rockmusik mit Country-Handlungssträngen zu verbinden“. Erica Zisman vom Onlinemagazin Country Swag beschrieb Sold Out als einen „weiteren wahrlich ikonischen Song“ für Hardy. Sie lobte ihn für seinen Weg, „harte Rockbeats in reine Countrytexte einfließen zu lassen“. Casey Young vom Onlinemagazin Whiskey Riff schrieb, das Sold Out sich „wirklich anders anhört als alles andere, was Hardy bislang veröffentlicht hat“. Es würde einen „absolut dazu bringen, durch eine Wand aus Ziegelsteinen laufen zu wollen“.

### Charts und Chartplatzierungen
| ChartsChartplatzierungen            | Höchstplatzierung | Wochen |
| ----------------------------------- | ----------------- | ------ |
| Vereinigte Staaten (Billboard Rock) | 21 (20 Wo.)       | 20     |

Darüber hinaus erreichte das Lied Platz eins von Billboards Hard Rock Digital Song Sales und Platz zwei der Hot Hard Rock Songs.

### Auszeichnungen für Musikverkäufe
| Land/Region               | Auszeichnungen für Musikverkäufe (Land/Region, Auszeichnung, Verkäufe) | Verkäufe |
| ------------------------- | ---------------------------------------------------------------------- | -------- |
| Vereinigte Staaten (RIAA) | Gold                                                                   | 500.000  |
| Insgesamt                 | 1× Gold ·                                                              | 500.000  |